# ドラゴン・フォース 聖剣伝説
『ドラゴン・フォース 聖剣伝説』（ドラゴン・フォース せいけんでんせつ、原題：Dragons of Camelot）は、2014年12月24日にオーストラリアから発売されたアメリカ合衆国のファンタジー映画。監督はマーク・L・レスター、主演はジェームズ・ニッチ、アレクサンドラ・エヴァンズ、マーク・グリフィンらが務めている。
日本では劇場未公開。2015年1月9日にミッドシップから日本語吹替版のDVD（ADP-8078S/レンタル:MPF-11851）が発売された。パッケージのキャッチコピーは「聖剣エクスカリバーを手に、邪悪なドラゴンに立ち向かえ!」。

## キャスト
※括弧内は日本語吹替。
- ギャラハッド - ジェームズ・ニッチ（中村勘）
- ディンドラン - アレクサンドラ・エヴァンズ（石井花奈）
- ランスロット - マーク・グリフィン（西垣俊作）
- モーガン - サンドラ・ダーネル（浅井晴美）
- ティボルト - ディラン・ジョーンズ（石原辰己）
- ボールス - トム・ラティマー（大塚智則）
- マーリン - アンドリュー・ジャーヴィス（田真雅隆）
- グウィネビア - セリーナ・ジルズ（北村幸子）

## スタッフ
- 監督：マーク・L・レスター
- 製作：アンソニー・ファンクハウザー、マーク・L・レスター
- 脚本：エリック・エステンバーグ、ラファエル・ジョーダン
- 音楽：クリス・カノ
- 撮影：マーク・アトキンス
- 編集：クリスチャン・マッキンタイア

## 日本語版制作スタッフ
- 演出：椿淳
- 演出補佐：齊藤友
- 翻訳：伊勢田京子
- 録音・調整：小野伸也
- 録音スタジオ：メディアゲートスタジオ
- 制作：メディアゲート